# Curtara insularis
Curtara insularis är en insektsart som beskrevs av Caldwell 1952 . Curtara insularis ingår i släktet Curtara och familjen dvärgstritar. Inga underarter finns listade i Catalogue of Life.